# San Francisco Lighthouse Church

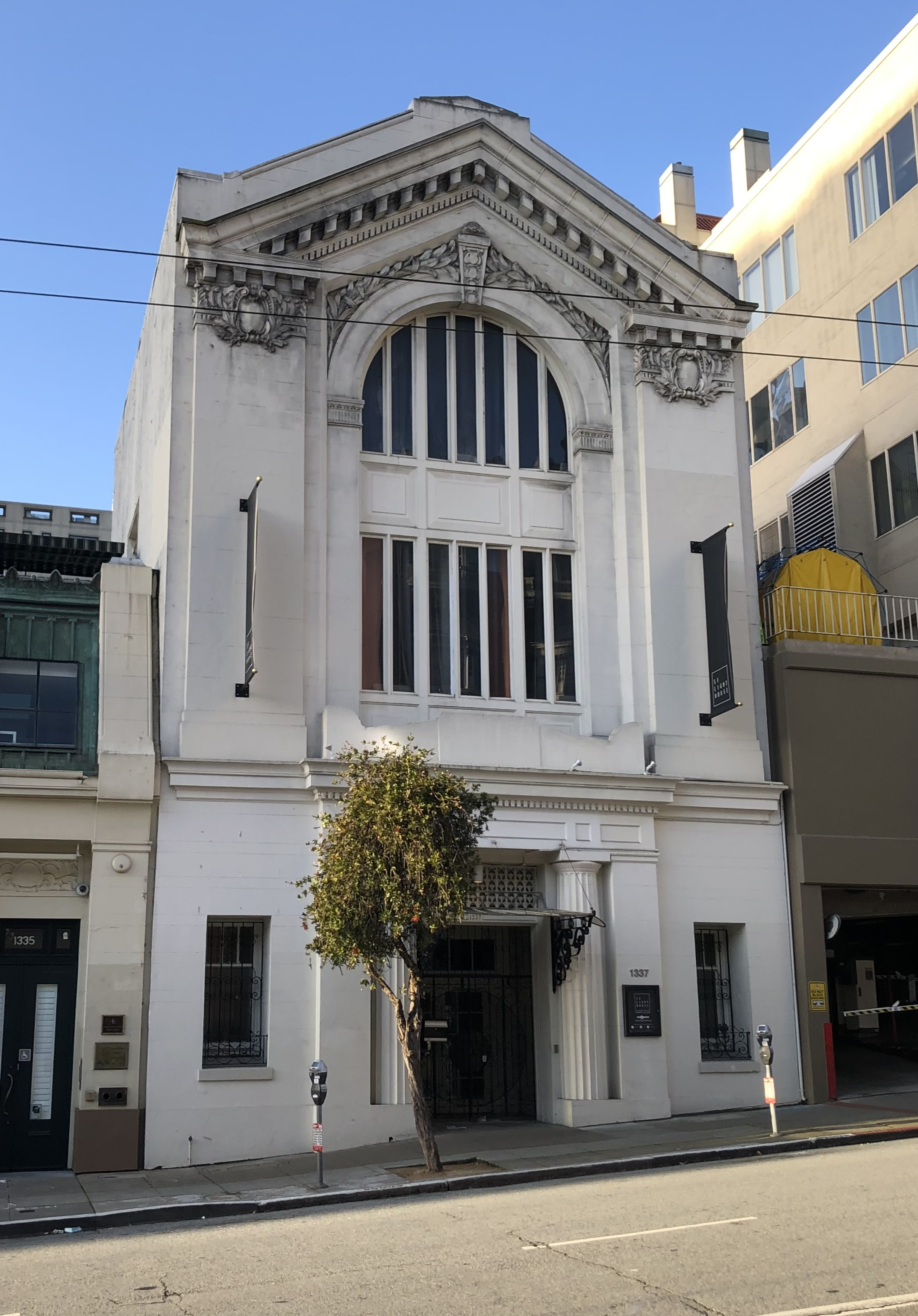
San Francisco Lighthouse Church, 2023

Die San Francisco Lighthouse Church ist ein Kirchengebäude in San Francisco, Kalifornien. Es wird von der örtlichen Gemeinde der Lighthouse Church genutzt.

## Lage
Das Kirchengebäude befindet sich auf der Südseite der Sutter Street im Stadtteil Van Ness-Civic Center an der Adresse 1337 Sutter Street/Van Ness Avenue im Zentrum von San Francisco.

## Geschichte und Architektur
Die kleine Kirche wurde im Jahr 1910 errichtet. Die schmale straßenseitige Fassade ist in Formen des Jugendstils gestaltet. Der mittig angeordnete Eingang wird beidseitig von dorischen Säulen flankiert. Bemerkenswert ist das reich verzierte Gesims des Giebels.
Im Inneren verfügt der neoklassizistische Bau über eine in die beiden oberen Geschosse führende Treppe mit einem Redwood-Geländer. Aus der Bauzeit sind Kronleuchter und Wandleuchten aus Messing und Kristall erhalten.
Die Nutzung als Kirche der Lighthouse Church begann in den 2000er Jahren. Im Jahr 2013 wurde das Dach saniert.
Im Jahr 2024 stand das Kirchengebäude zum Verkauf. Als Kaufpreis wurde ein Betrag in Höhe von 6,5 Millionen US-Dollar aufgerufen.